# 미국 동부

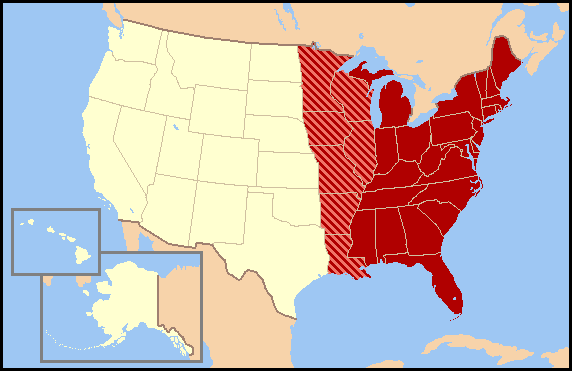
미국 동부

미국 동부(Eastern United States)는 미국 동쪽에 있는 여러 주를 가리키는 말로, 보통 American East라고도 부르며, 미국 내에서는 East라고 부르기도 한다. 여기에 American 13 Colonies가 모두 포함되어 있다. 그러니 미국의 역사의 시작이 되었다고 볼 수 있다. 현재도 New York같은 대도시들은 동부에 많이 몰려있다. 

## 같이 보기
- 미국 동해안